# Grein
Grein, település Felső-Ausztriában, a Pergi kerületben. Földrajzilag a tizenötödik legnagyobb, és a lakosság száma alapján a hetedik legnagyobb település a járásban.Tengerszint feletti magassága 239 méter, területe 18,41 km².

## Elhelyezkedése
Grein a tartományi főváros Linz központjától 55 kilométerre keletre, a keskeny Duna-völgy egy kis kiszélesedésében, a Duna közvetlen közelében fekvő település. Grein Bad Kreuzen, Sankt Nikola an der Donau, Neustadtl an der Donau, Ardagger és Saxen településekkel határos.

## Földrajza
A község területe 18,42 négyzetkilométer. Legnagyobb kiterjedése kelet–nyugati irányban 5,5, észak–déli irányban 7,2 km. 
Grein a gránit és gneisz fennsík része, a csehországi Massif osztrák része. A falutól keletre található a Gießenbach patak, amely a Stillensteinklamm formái előtt ömlik a Dunába.
A község kerületekre van osztva: Dornach (63) Grein (2141), Greinburg (175), Herdmann (84), Lehen (132) Lettental (180), Oberbergen (68), Panholz (95), Ufer (155 ) és Würzenberg . A zárójelben lévő számok jelentik a lakosság száma 2001-ben.

## Története

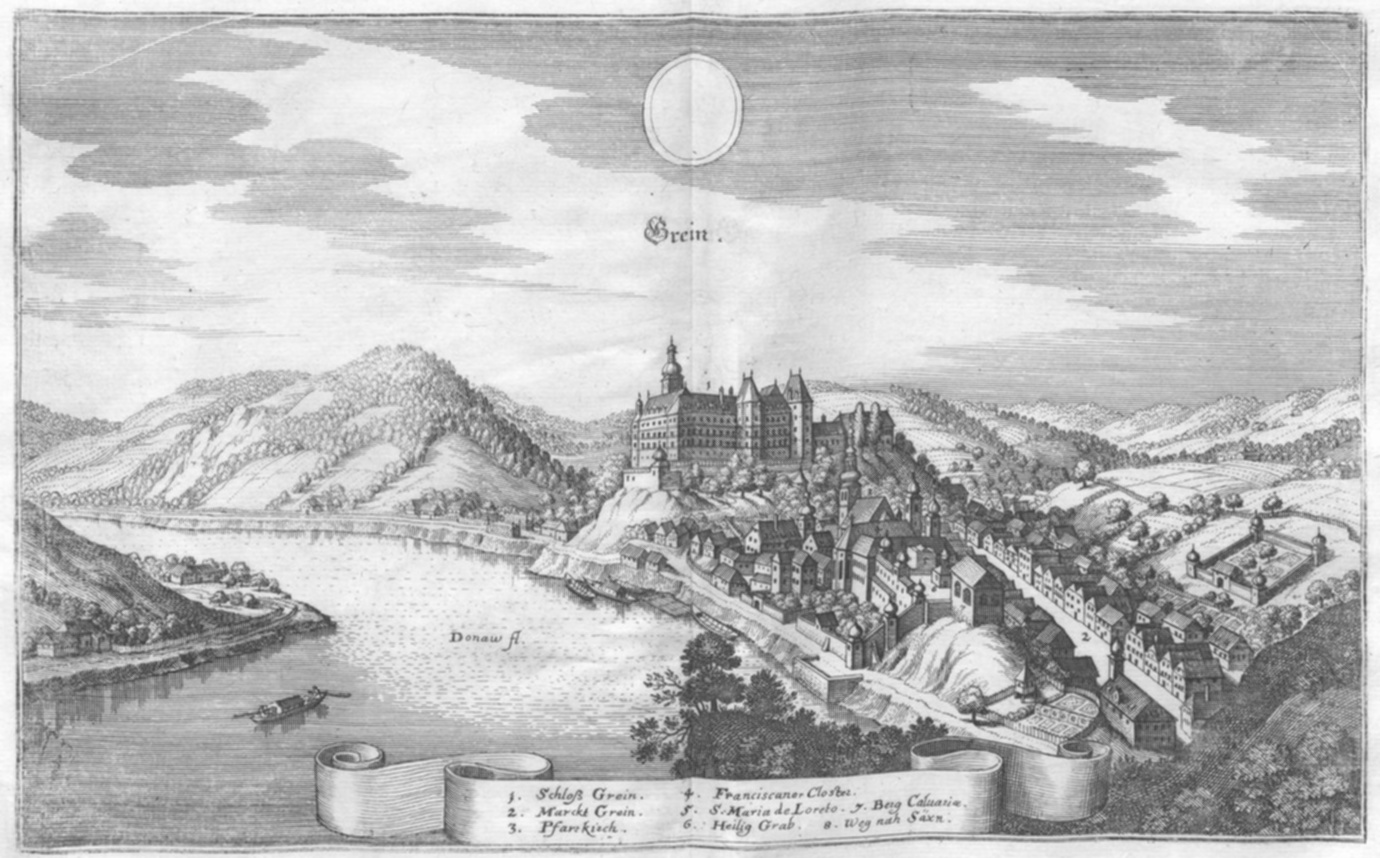
Grein 1679-ben

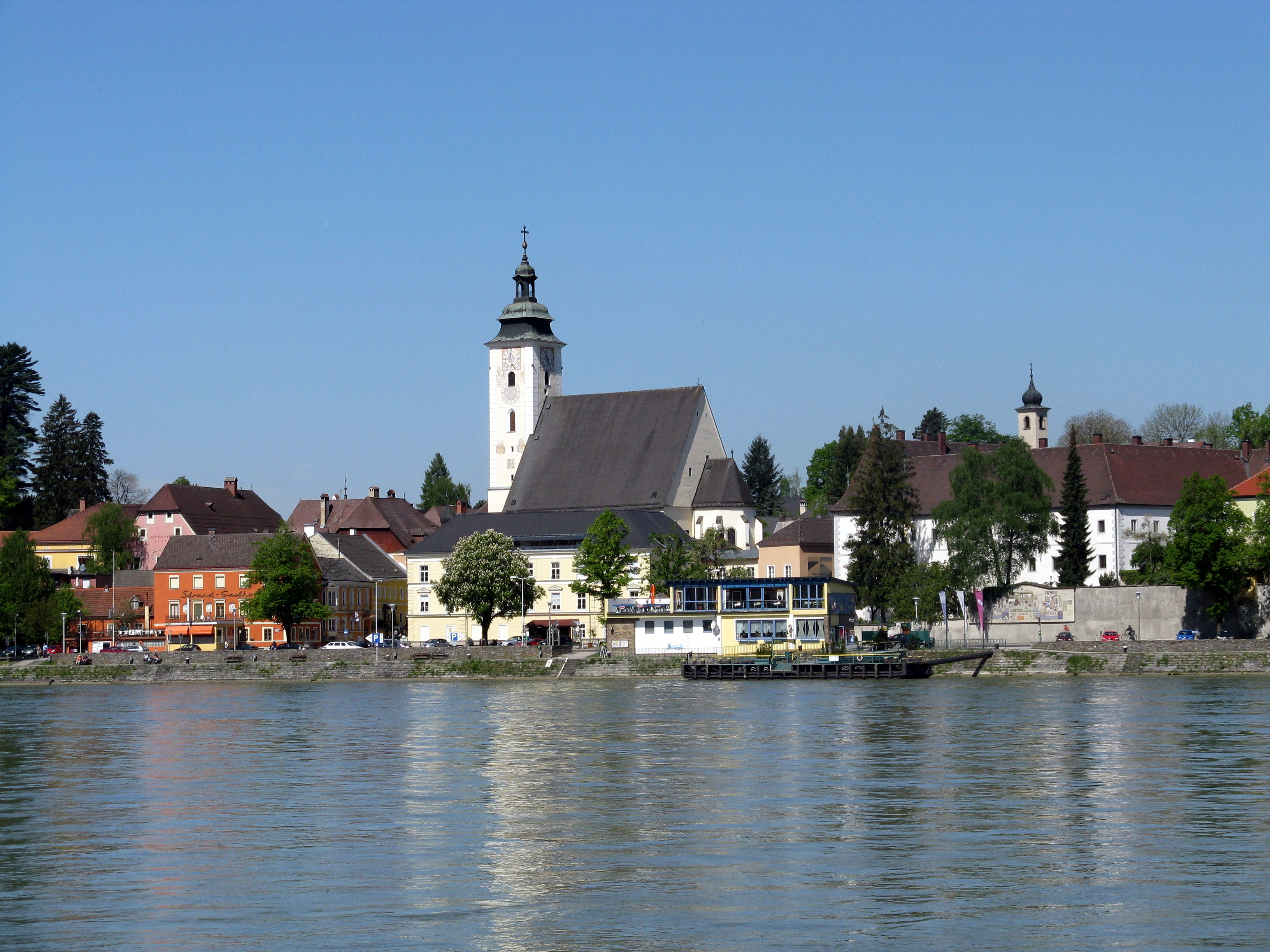

Gern a dunai hajóforgalomnak köszönhetően vált virágzó településsé. Nevét 1220–1240 között említették először Grein (Grine, Griene) néven. 
A Böhm háborúk egyebek Waldhausen im Strudengau és Klam elpusztult is fenyegette Grein. 1476-ban a Scherffenbergi győztes csata alkalmával Grein is a lángok martaléka lett. Még 1490-ben sem épült teljesen újra. 1491-ben III. Friedrich királytól mezővárosi rangot is kapott a település. 
A későbbi kormányzó Felső-Ausztria és Grein ura, Jakob Löbl (1592–1602) vezette, az ellenreformációt, amely alatt a polgárok evangélikussá lettek. 
1642-ben nagy tűzvész pusztított Greinben. Mivel a hely a tranzit csapatok útvonalába esett, Grein ismétlődő károkat szenvedett, beleértve azt az időt is, amikor az Ysper magyar határ volt, valamint a török és a francia háborúk idején is. 
1918 óta a hely Felső-Ausztriához tartozik. Miután Ausztriát a német birodalom 1938. március 13-án bekebelezte a hely a Felső-Dunához tartozott. 1945-ben rövid ideig Grein az USA-, és 1945. május 9-től 1955-ig az orosz megszállási övezethez tartozott.

## Nevezetességek
- Greinburgi kastély
- Múzeum
- Városi színház a régi tanácsház épületében

## Természeti látnivalók
- Erdei táj a Duna és annak szűkülete a Strudengau bejáratnál.
- Stillensteinklamm  Gießenbach, egy 200 méter mély szurdok látványos sziklaalakzatokkal, 2 km-re a falutól keletre.

## Itt születtek, itt éltek
- John Tichtel (*1445–1450 körül; † 1503–1506 körül, Bécs), osztrák orvos és humanista
- Franz Xaver Amand Berghofer (* 1745, † 1825), tanár, irodalomkritikus, író

## Személyiségek, akiknek kapcsolatuk volt Greinnel
- A Szász-Coburg és Gotha hercegi család, a Greinburgi vár tulajdonosai
- Viktória Aliz schleswig-holsteini hercegnő szász-coburgi és gothai hercegné tagja a brit királyi családnak, 1970-ben a greinburgi kastélyban hunyt el.
- Johann Leopold Szász-Coburg és Gotha hercege, német nemes, a greinburgi kastélyban halt meg.
- Friedrich Jósiás Szász-Coburg és Gotha hercege, Grein díszpolgára, mivel 1988. november 23-ára helyreállíttatta a greinburgi kastélyt (†1998).

## Galéria

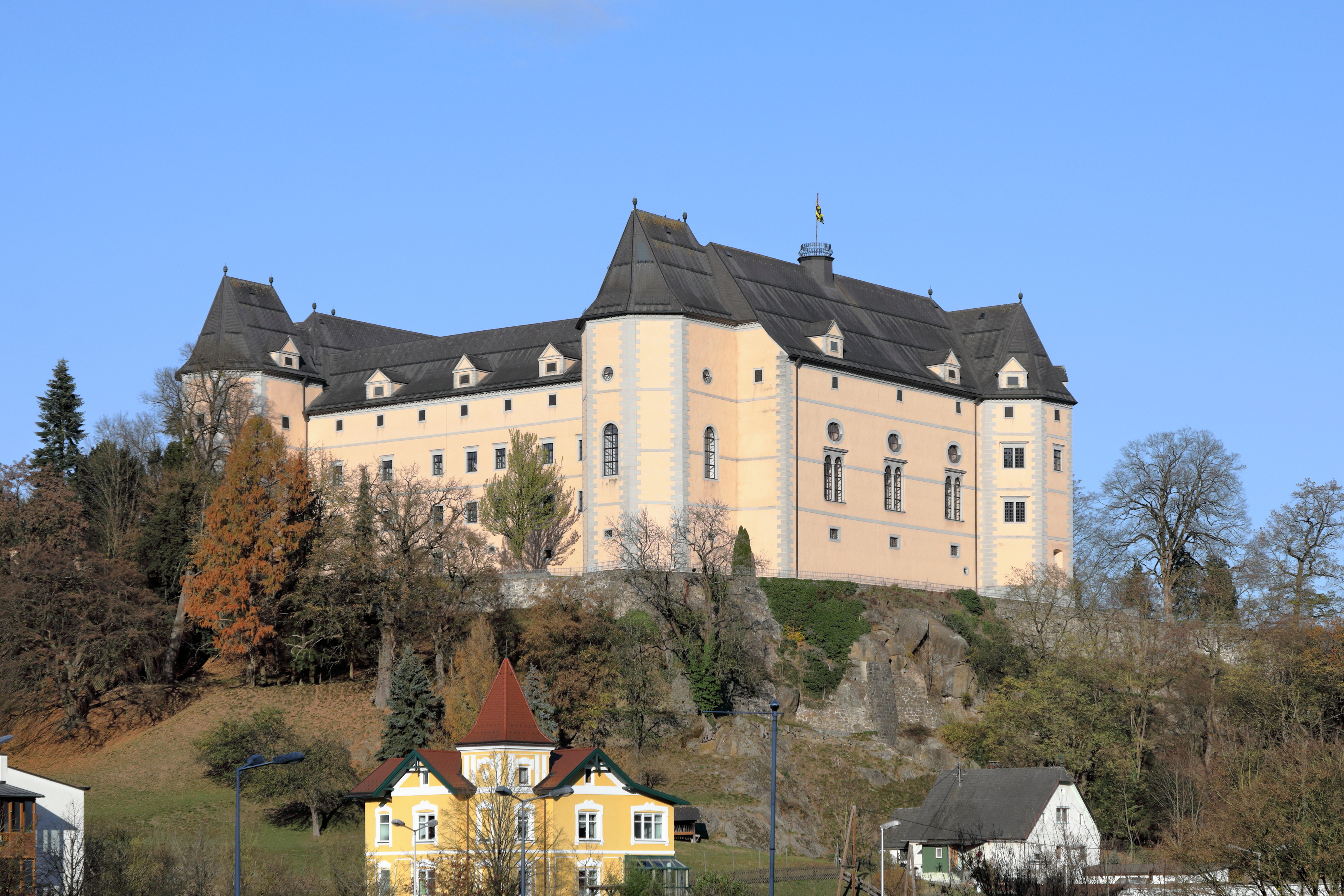
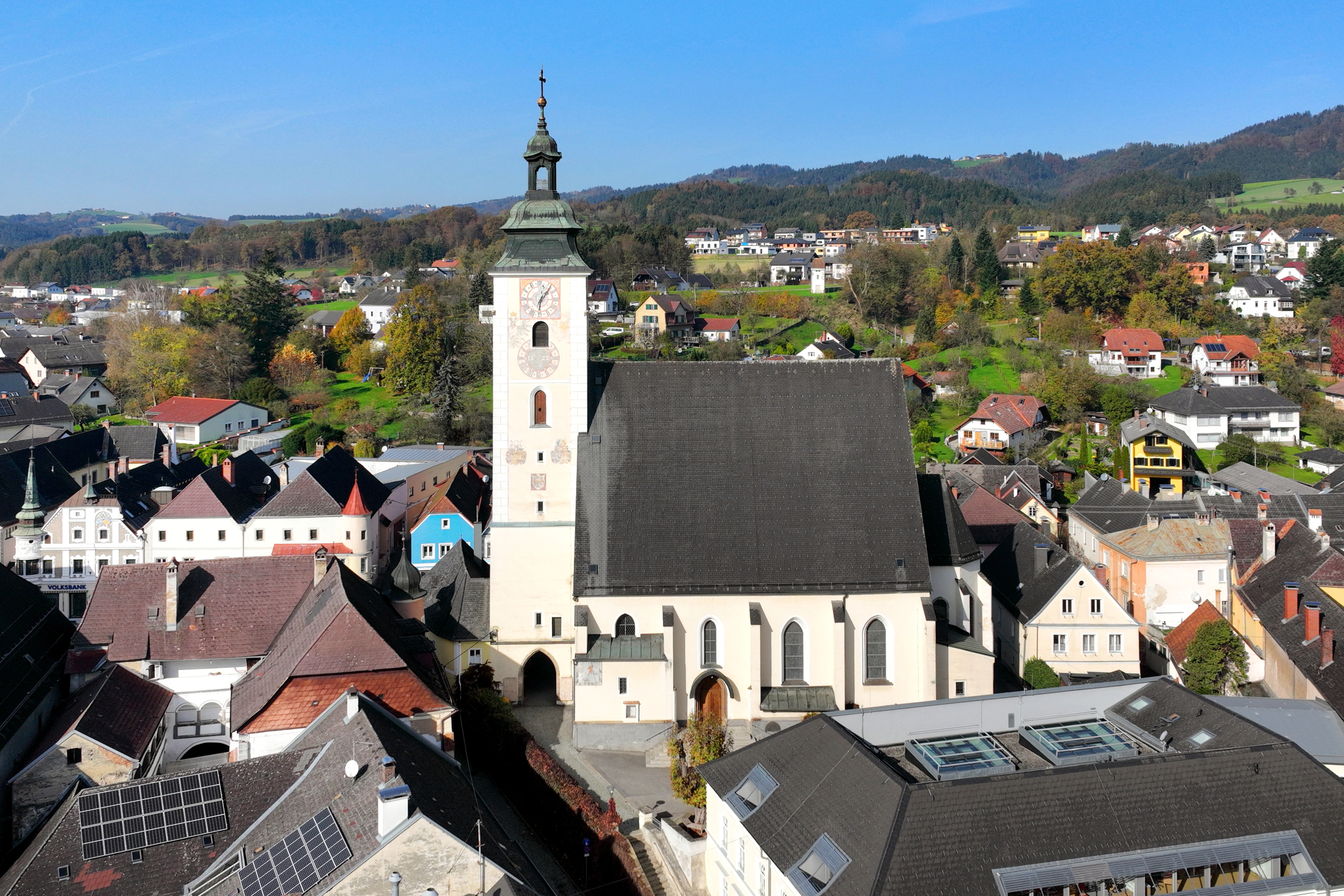
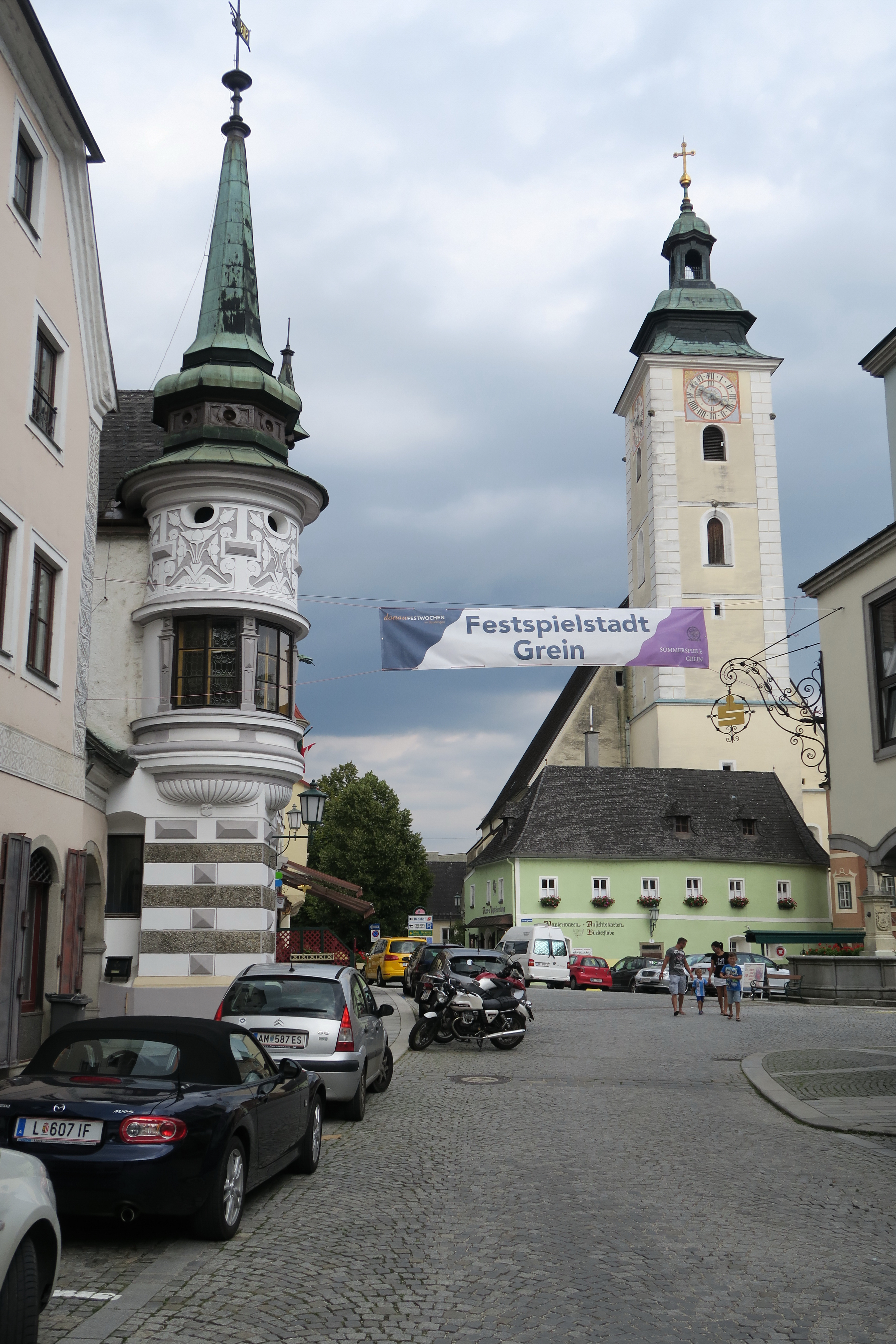
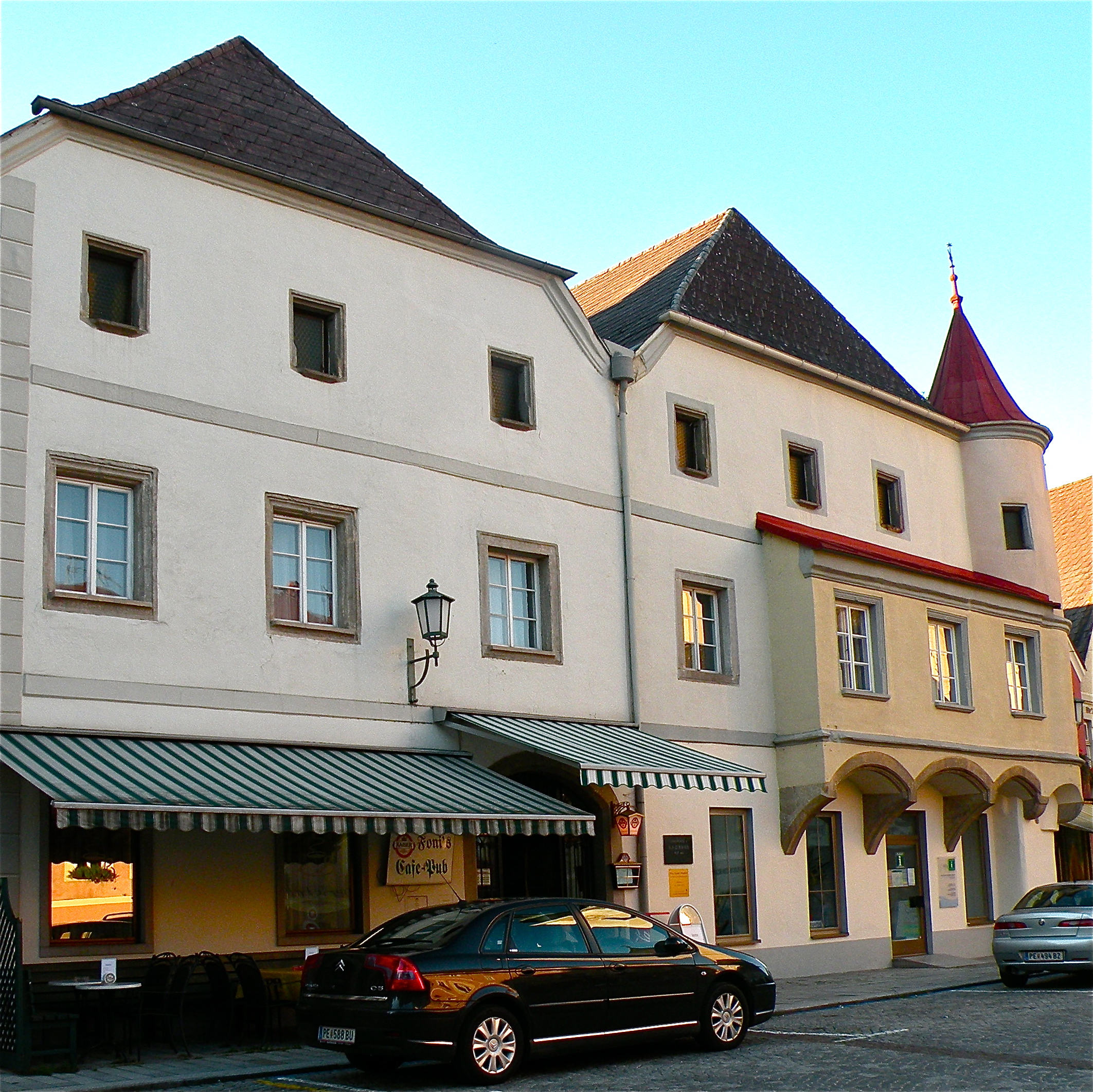
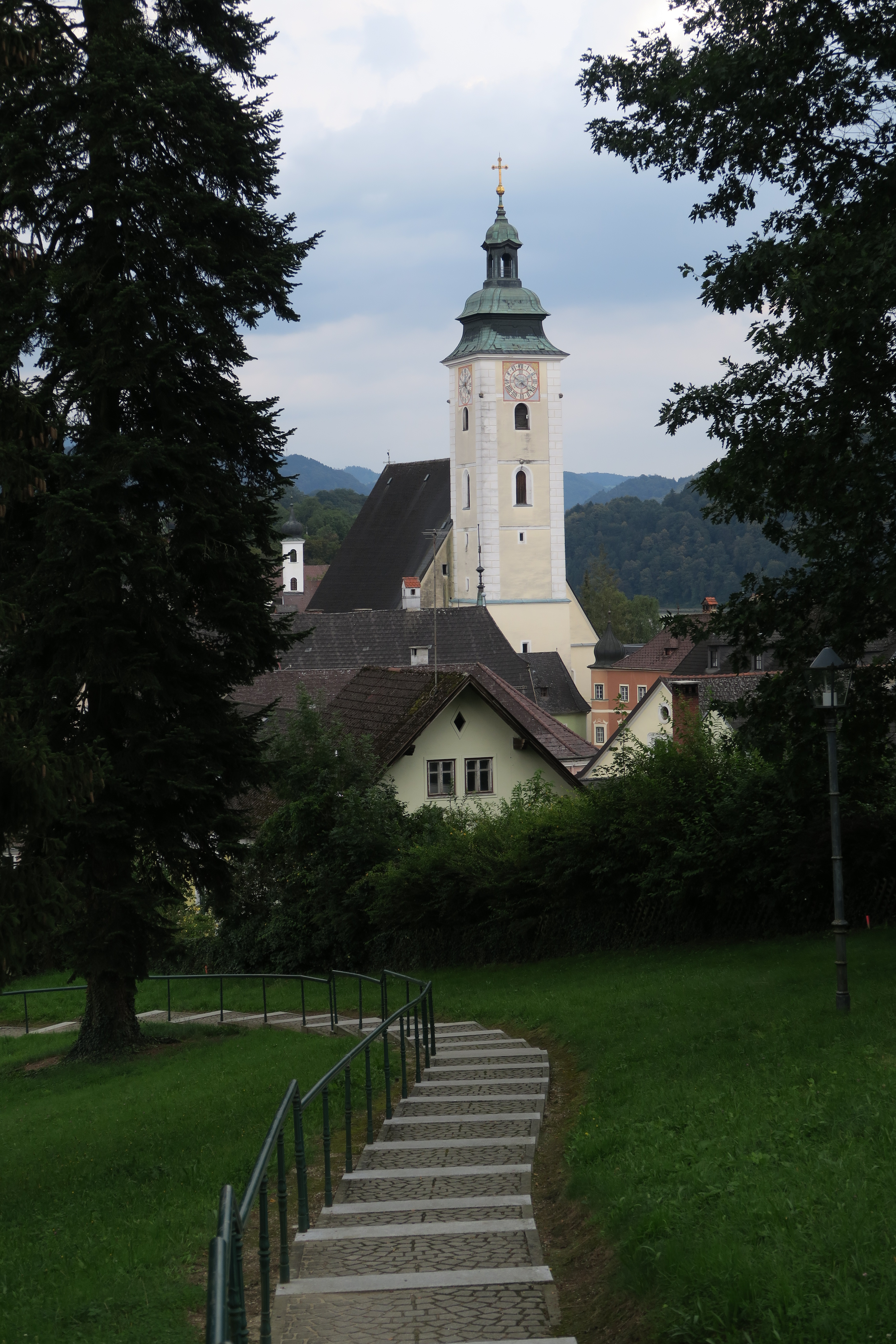
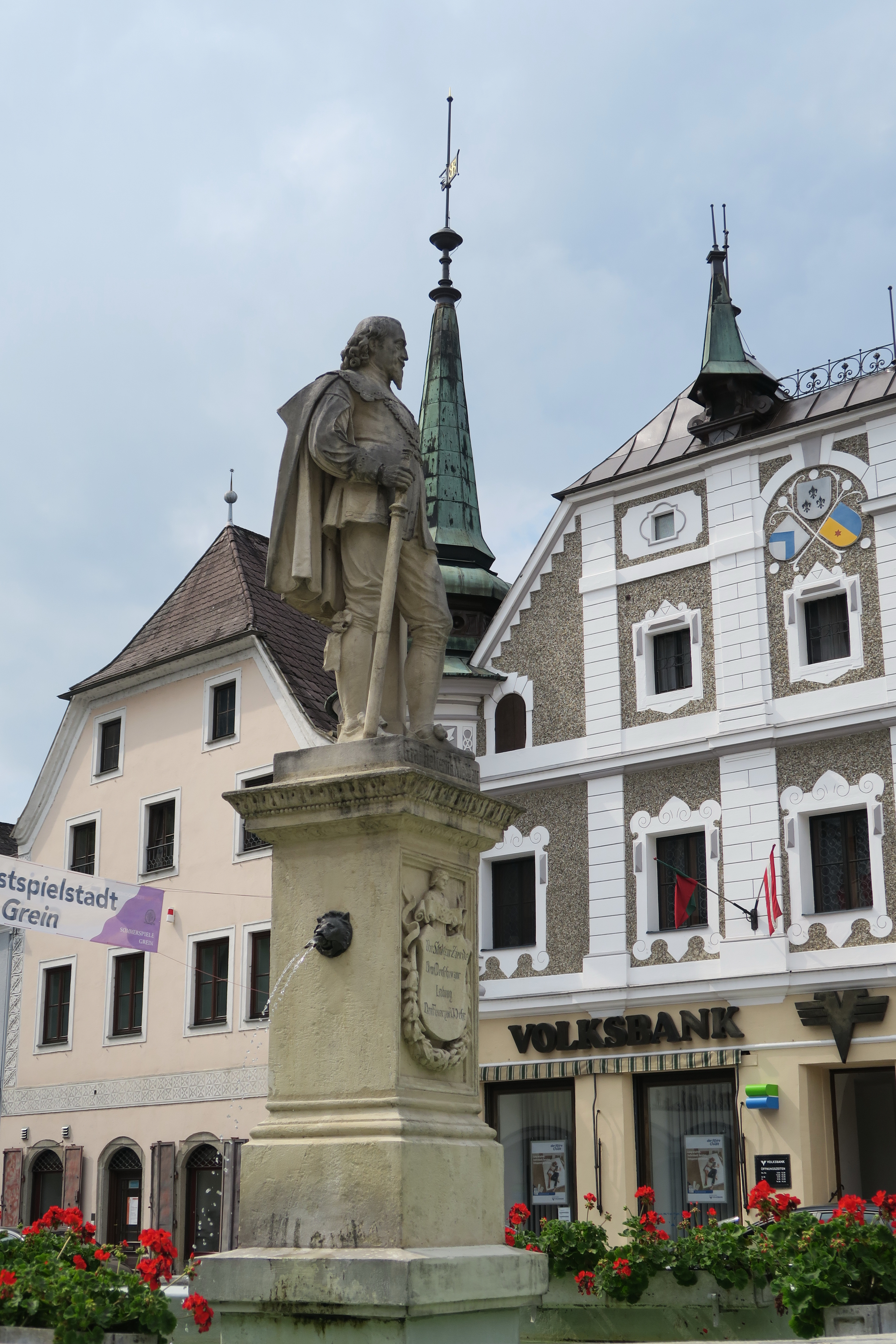
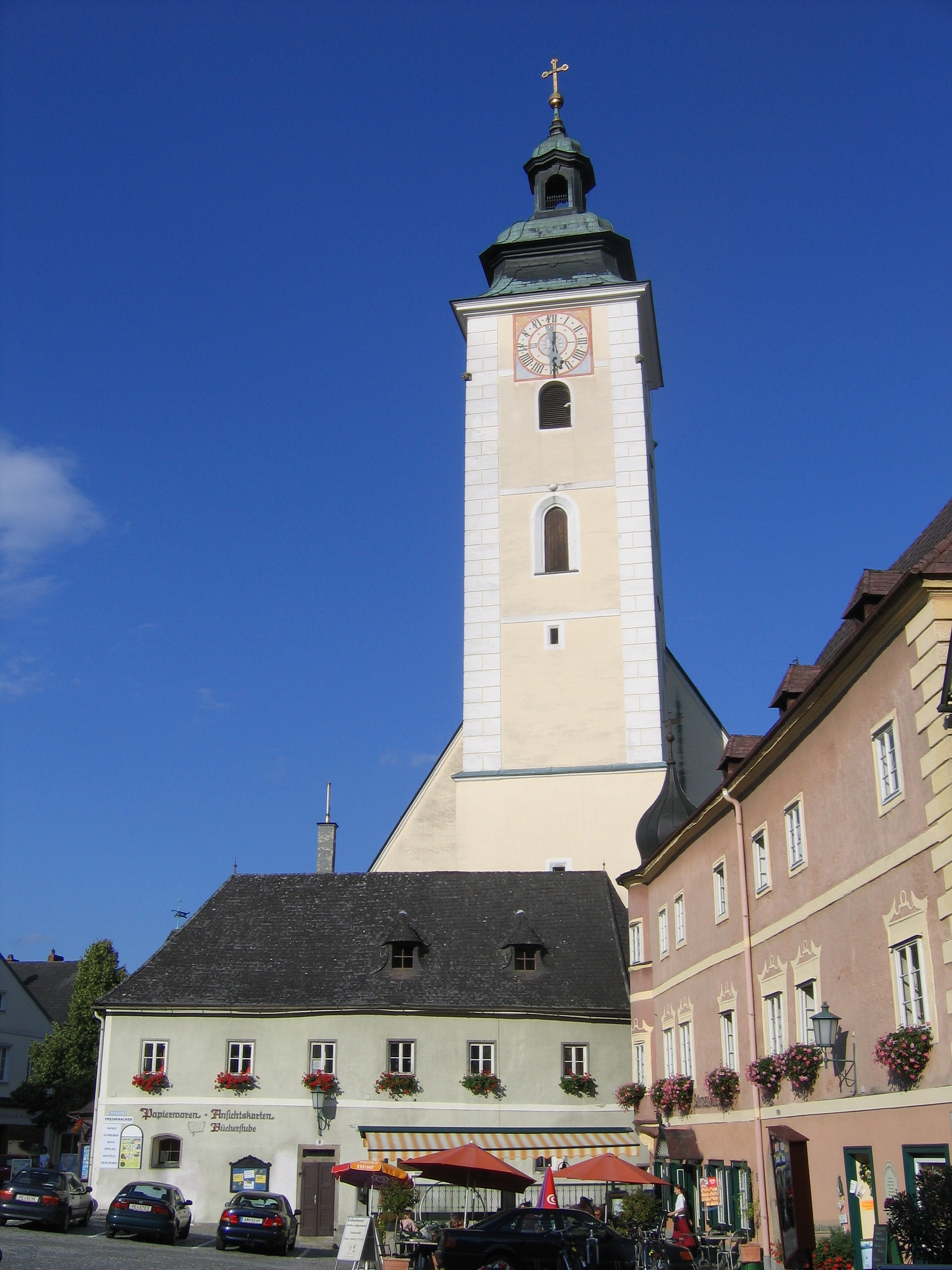
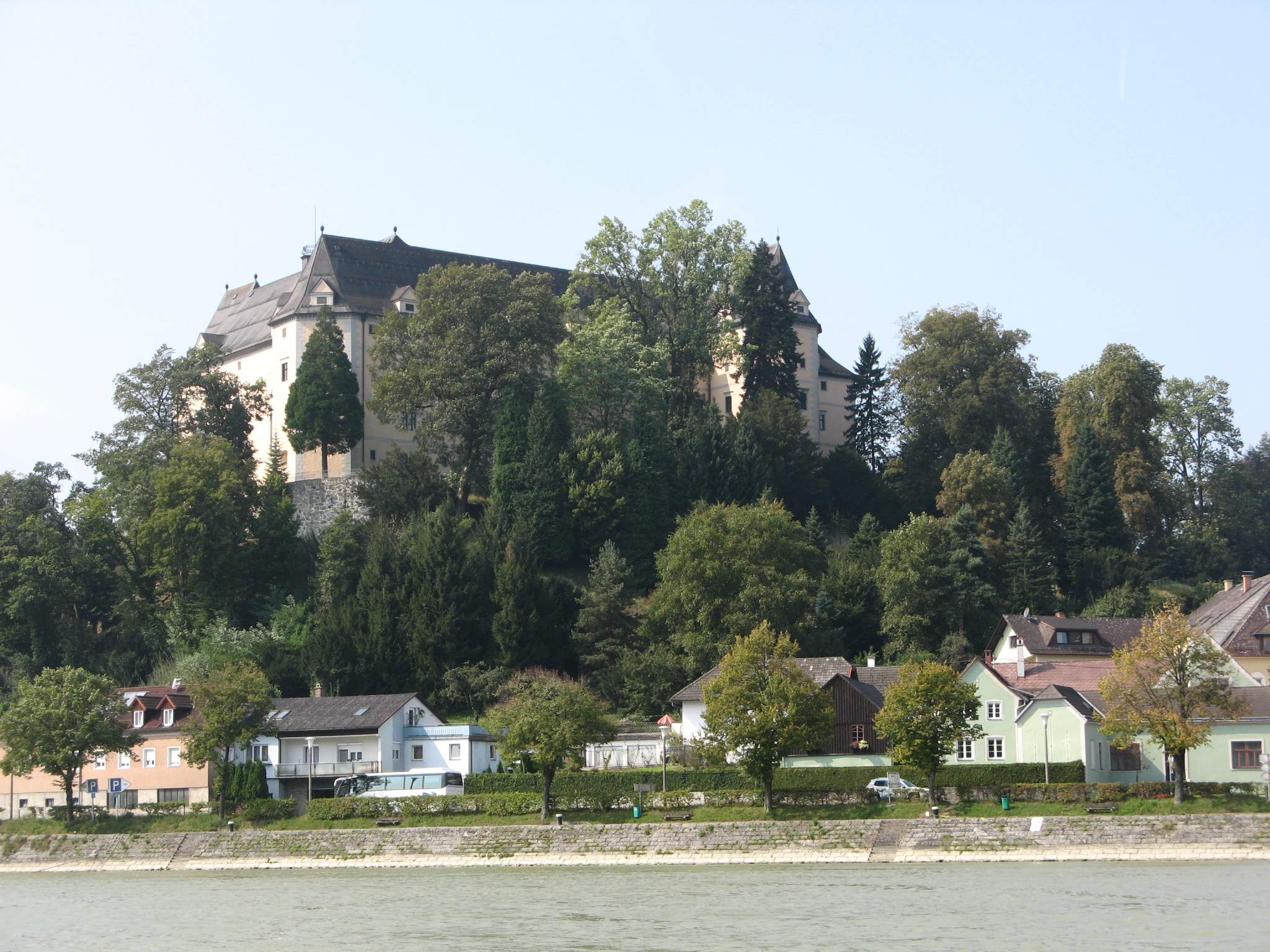
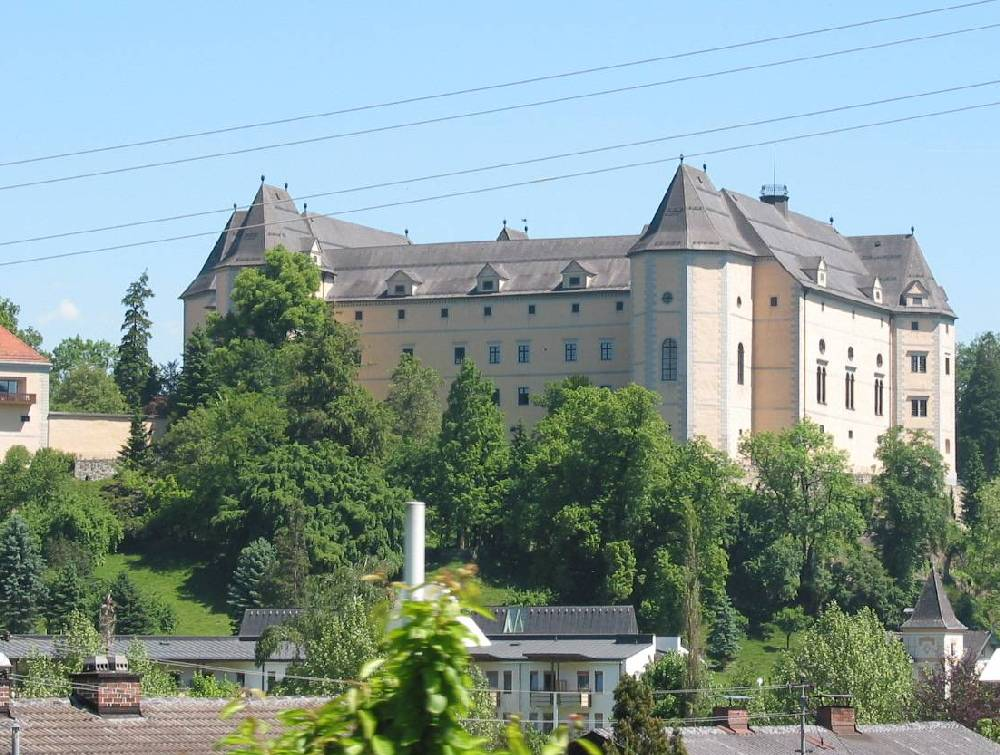
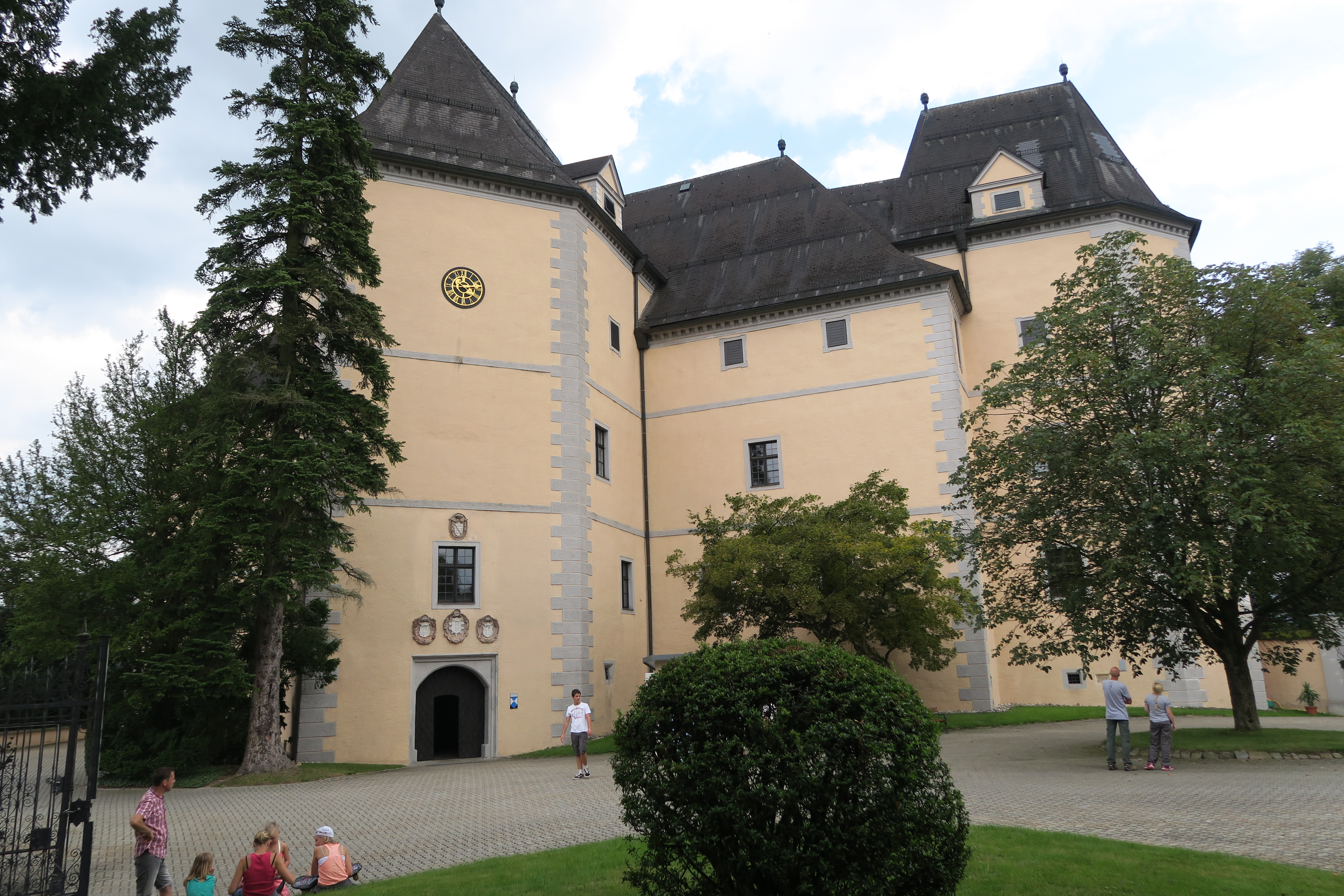
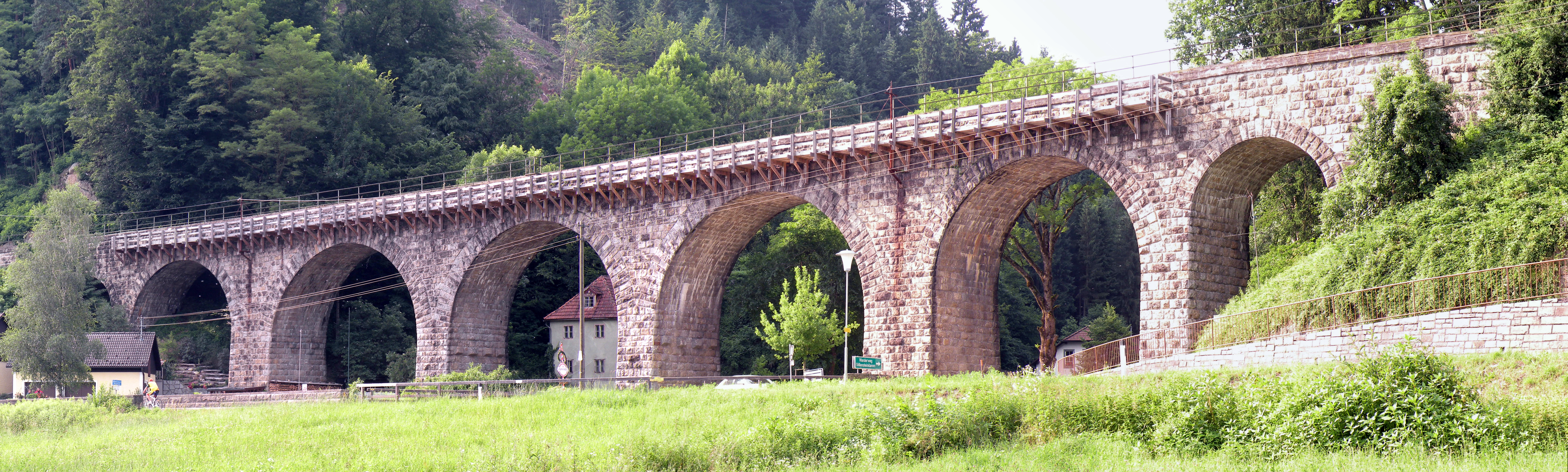